# Șarpele (film din 1996)
Șarpele este un film de televiziune fantastic românesc din 1996 regizat de Viorel Sergovici. Scenariul este scris de Adriana Rogovschi și Viorel Sergovici după nuvela omonimă a lui Mircea Eliade. Rolurile principale sunt interpretate de actorii Claudiu Bleonț, Gheorghe Dinică, Mitică Popescu și Ilinca Goia.

## Distribuție
- Claudiu Bleonț — Sergiu Andronic, aviator, sportiv tânăr și pasionat
- Gheorghe Dinică — Stere Solomon, funcționar superior, fratele lui Jorj
- Mitică Popescu — Jorj Solomon, proprietarul casei din Fierbinți
- Ilinca Goia — Dorina, sora mai mică a Aglaiei, care a absolvit recent studiile universitare
- Mircea Rusu — Manuilă, căpitan, logodnicul potențial al Dorinei
- Victoria Cociaș — Aglaia (Aglo), soția lui Jorj
- Alexandru Jitea — Vladimir, student la Facultatea de Litere
- Cătălina Mustață — Liza, soția lui Stere
- Tomi Cristin — Stamate, inginer agronom, prieten al căpitanului Manuilă
- Maria Ploae — vocea interioară a Dorinei